# ناهدة رفيق حلمي
ناهدة رفيق حلمي، كاتبة ومؤلفة و أديبة كردية عراقية، ولدت في مدينة كركوك عام 1928م، وهي أبنة  رفيق حلمي، السياسي والمؤسس لحزب هيوا الكردي عام 1938. وبعد اتمامها الدراسة الأولية والثانوية سافرت إلى الولايات المتحدة وحصلت على شهادة بكالوريوس في علم الجغرافيا من جامعة كلارك بالولايات المتحدة الامريكية، كما حصلت على شهادة دبلوم عالي في العلوم والخدمة الاجتماعية في لاهاي بهولندة. 
أجادت الكثير من اللغات ومنها اللغة العربية والكردية والانكليزية.

## من مؤلفاتها
للباحثة ناهدة رفيق حلمي عدد من الكتب والعشرات من المقالات عن الأدب الكردي في الصحف الكردية والعربية، وطبع لها عدة كتب ومنها:
- دليل المسافر ـ قاموس مفردات ومحادثات باللغتين الإنجليزية والكردية، صدر عام 1985.
- مسيرة حياتي منذ طفولتي حتى الآتي عبر العالم في رحلاتي، صدر عن بيت المتنبي في بغداد عام 2016.[3][4]

## وفاتها
توفيت ناهدة في يوم الأربعاء 19 حزيران 2019 في مستشفى (فاروق) بمدينة السليمانية بعد اصابتها بالتهاب حاد بالرئة ومضاعفات أمراض الشيخوخة.